# Harnischia
Harnischia is een muggengeslacht uit de familie van de Dansmuggen (Chironomidae).

## Soorten
- H. angularis Albu & Botnariuc, 1966
- H. curtilamellata (Malloch, 1915)
- H. curtilamellatus (Malloch, 1915)
- H. fuscimanus Kieffer, 1921
- H. incidata Townes, 1945